# Karl Bloßfeld
Karl Otto Bloßfeld, auch Karl Blossfeld, (* 6. November 1892 in Bullenstedt; † 16. Februar 1975 in Hamburg) war ein deutscher Grafiker, Illustrator und Maler insbesondere der Marinemalerei. Von ihm stammt das einzige bekannte Gemälde, das die Novemberrevolution 1918 in der Marinemalerei aufgreift.

## Leben
Seine Eltern waren der Schmied und Maschinist Hermann Bloßfeld (* 1867) und Wilhelmine Bloßfeld, geb. Fischer (1868–1947). Im Anschluss an die Volksschule begann er eine vierjährige Lehre zum Dekorationsmaler und wurde dabei auch an künstlerischen Arbeiten beteiligt. Nach der Gesellenprüfung besuchte er das Realgymnasium, danach arbeitete er immer wieder nur so lange als Dekorationsmaler, bis er sich wieder seinen künstlerischen Studien widmen konnte.
1913 wurde er zur Marine eingezogen und blieb dort bis zum Ende des Ersten Weltkrieges. Zunächst war er Matrose auf einem Torpedoboot, gegen Ende des Krieges fuhr er auf U-Booten. Nach dem Krieg arbeitete er zunächst wieder als Dekorationsmaler. Ab 1920 begann er an der Königlichen Akademie für graphische Künste und Buchgewerbe zu studieren und war dort Schüler von Alois Kolb, Max Klinger und Bruno Héroux.
Sein Freund und Lehrer Hans Heeren brachte ihm die Exlibriskunst nahe, die er zeitlebens betrieb. Davon allein konnte er jedoch nicht leben und verlagerte seinen Schwerpunkt auf Werbegraphiken und Illustrationen. Für den Franz Schneider Verlag illustrierte er bis in den Zweiten Weltkrieg zahlreiche Marine- und Märchenbücher. Während des Krieges wurde er zu einer Propagandakompanie eingezogen und war dort als Marinemaler tätig.
Nach dem Krieg lebte er in Markkleeberg bei Leipzig, arrangierte sich auch hier mit den neuen Machthabern und stellte „sein Schaffen ganz in den Dienst der antifaschistischen Propaganda“. In der Folgezeit erhielt er auch offizielle Aufträge. 1956 siedelte er mit Erlaubnis der Behörden in die Bundesrepublik über und zog nach Hamburg. Hier arbeitete er vor allem als Werbegraphiker, bis diese Einnahmequelle durch die Verwendung von Fotografien wegfiel, und wandte sich wieder stärker der Exlibriskunst zu.
Am 16. Februar 1975 starb er im Alter von 83 Jahren. Karl Bloßfeld war mit Marie Hildegard, geb. Reiß (1902–1984) von 1927 bis zu seinem Tod verheiratet. Die Ehe blieb kinderlos.

## Schaffen und Werk
Erst 1985 geriet Karl Bloßfeld in die wissenschaftliche Wahrnehmung und begann die Aufarbeitung seines Lebenslaufes und seines Werkes. Der Anlass war ein Jahr zuvor eine Aquarellskizze von ihm, die aus dem Erbe seiner Frau im Handel auftauchte. Dieses als Vorstudie zu einem Gemälde gewertete Aquarell ist das einzige, das in der Marinemalerei ein Ereignis der Novemberrevolution 1918 aufgriff.
Sein erstes nachgewiesenes Werk stammt aus dem Jahr 1913 und ist lediglich über eine Fotografie bekannt. Das titellose Gemälde stellt Linienschiffe, die Yacht Hohenzollern, ein Torpedoboot sowie ein Luftschiff dar. Es folgt ab Ende 1914 oder Anfang 1915 die erste Postkarte. Sie ist noch ohne tatsächliche Kenntnisse des dargestellten U-Boots U9 und mehr ein Propagandawerk als ein Kunstwerk. Ab 1916 folgten weitere Postkarten von Hilfskreuzern, Schlachtkreuzern, Torpedobooten und U-Booten.
Die erste bekannte Radierung stammt aus dem Jahr 1920 und stellt einen Torpedobootsmatrosen dar. Im selben Jahr folgt eine Temperamalerei mit dem Titel Abend auf Hiddensee. Ende der 1920er Jahre ließ er seiner Begeisterung für Fliegerei lauf und malte Flugzeuge sowie Luftschiffe.
Die Marinemalerei stellte er ab Mitte der 30er Jahre wieder in den Mittelpunkt seines Schaffens: Zu zahlreichen Jugendbüchern von Fritz-Otto Busch trug er Illustrationen bei. Nach Beginn des Zweiten Weltkrieges wurde Karl Bloßfeld zu einer Propagandakompanie einberufen und der Kriegsmarine zugeteilt. Nach seinen Gemälden wurden Postkarten für den Marine-Bilderdienst herausgegeben, ebenso Drucke. Während des Krieges war er 1941 in München an der Ausstellung Großdeutschland und die See und 1943 ebenfalls in München an der Ausstellung das Meer beteiligt. Neben seinen Werken zur Marinemalerei ist ein großformatiges Triptychon bekannt: 1938 gemalt, stellte es Versatzstücke nationalsozialistischer Propaganda dar. Während der NS-Zeit war Karl Bloßfeld Mitglied der Reichskammer der bildenden Künste. Nach Aussage eines Freundes war er aber kein Anhänger der NSDAP, sondern eher Opportunist.
Nach dem Zweiten Weltkrieg malte Karl Bloßfeld in Ostdeutschland im neuen sozialistischen Stil, bis er in die Bundesrepublik umsiedelte. Seestücke sind nur wenige bekannt. Darunter befindet sich das eingangs genannte Gemälde Revolution – Wilhelmshaven – 6. November 1918. Dies hing bis zur demokratischen Wende der DDR 1990 in einer Polizeistation in Markkleeberg. Bei den weiteren von ihm bekannten Seestücken ging es wohl mehr um Meeresstimmungen als um Schiffsdarstellungen.
Die überlieferten Gemälde von Karl Bloßfeld befinden sich heute in Privatbesitz bzw. sind inzwischen in den Bestand des Deutschen Schifffahrtsmuseums in Bremerhaven eingegangen.

## Werke (Auswahl)

### Gemälde, Drucke, Skizzen
- 1913: Titel unbekannt (Linienschiffe, Yacht Hohenzollern, Torpedoboot und Luftschiff)
- 1920: Torpedomatrose, Radierung
- 1926: Abend auf Hiddensee, Tempera
- 1938: Titel unbekannt (Triptychon)
- 1941: Sperrbrecher durchbricht ein Minenfeld, Mehrfarbendruck
- 1942: Seemacht, Öl
- 1943: U-Boot taucht auf, Öl auf Sperrholz
- 1943: Sanitätsdienst an Bord, Mehrfarbendruck
- 1943: Lazarettschiff im Mittelmeer, Mehrfarbendruck
- 1950: Segelschiff in de Dämmerung, Öl auf Karton
- 1950: Viermaster, Öl auf Pappe
- 1958: Segelschulschiff Pamir, Mehrfarbendruck
- 1964: Sportsegler, Aquarell
- undatiert (zwischen 1941 und 1944): 6 Bleistiftskizzen von Schnellbooten der Kriegsmarine
- undatiert (nach 1949): Revolution – Wilhelmshaven – 6. November 1918, Aquarell

### Illustrationen
- 1936: Fritz Otto Busch: Alarrrrrm! Deutsche Kreuzer!
- 1937: ders.: Unsere neuen Zerstörer
- 1937: ders.: Wir suchen Minen!
- 1938: ders.: Mit Kreuzer Leipzig in See
- 1939: ders.: Hilfskreuzer Meteor
- 1939: ders.: Kampf vor Spaniens Küste. Deutsche Marine im spanischen Bürgerkrieg

### Postkarten
- 1914/15: Unterseeboot U9 nach seiner Heldentat
- etwa 1916: S.M.S. Möve/Die Prisenmannschaft kehrt nach Versenkung eines Dampfers an Bord zurück
- 1918: Der Abend des 10ten Novembers 1918 in Wilhelmshaven
- 1939: Zerstörer
- 1939: Auftauchendes U-Boot
- 1942: Sperrbrecher durchbricht ein Minenfeld. Er ist mit besonderen Schutzeinrichtungen gegen Minentreffer ausgerüstet

### Exlibris
Eine Zusammenstellung der Exlibris von Karl Bloßfeld gibt Gerhard Kreyenberg: Karl Bloßfeld. Ein Nachruf. In: Exlibriskunst und Gebrauchsgraphik, Jahrbuch 1975, S. 15–18.